# ملک جهانگیر چهارم
ملک جهانگیر چهارم آخرین پادشاه پادوسبانیان و شاخۀ کجور بود. وی پس از مرگ پدرش، ملک‌محمد سوم، به پادشاهی این شاخه رسید و سرانجام به دستور شاه عباس یکم در قزوین به قتل رسید.

## مرگ
دیگر شاخه سلسله پادوسبانیان ملکان کجور نام‌داشت. در زمان حکومت شاه‌عباس شاه این شاخه ملک‌جهانگیر لقب‌داشت. شاه‌عباس پس از اشغال لاریجان و آمل به فکر برانداختن کامل سلسله پادوسبانیان و نابودی آخرین شاه این سلسله افتاد بنابرین لشکری به سرکردگی الله‌قلی بیک‌قورچی باشی را از قزوین به سمت رستمدار روانه ساخت.
پس از مدتی محاصره بودن رستمدار عده‌ای از مردمان شهر نزد قورچی‌باشی رفته و تسلیم شدند و هر روز برای سپاهیان ایران اطعام فراوان آماده می‌کردند و به آن‌ها خدمات بسیار ارائه می‌داشتند. قورچی‌باشی همان ابتدا نامه‌ای به شاه نوشت و او را از شرح ماجرا اطلاع داد. شاه نیز در جواب نوشت که باید بسیار مراقب باشید چون رستمداری‌ها هیچگاه تا به حال از شاهان خود دست‌نمی‌کشند و شاید حیله‌ای در کار باشد ولی قورچی‌باشی پس از مشاهده خدمات ایشان به آن‌ها معتمد شد.
روزی که قورچی‌باشی به حمام رفته بود، رستمداری‌ها اسلحه تهیه کردند و در نزدیکی حمام آماده می‌شدند در این وقت سربازان از این اعمال اطلاع یافتند و همه‌کس را دستگیر نمودند. سپس فرمان مرگ همۀ آن‌ها صادر شد و همۀ آن‌ها به‌قتل رسیدند.
پس از این ملک‌جهانگیر مخفیانه قلعه را ترک کرد و به قلعۀ دیگری شتافت و از آنجا نیز به بیشه گریخت. روزی که او و چندی از معتمدانش در بیشه می‌گشتند، عده‌ای صوفی آن‌ها را دیده و شناختند. همراهان ملک همگی کشته‌شدند و ملک گریخت سرانجام پس از تعقیب او یکی از صوفیان او را به بند کشید و به نزد قورچی‌باشی بُرد و وی نیز ملک را در قزوین به نزد شاه‌عباس برد و در تاریخ یکشنبه بیست‌ودوم جمادی‌الثانی سال ۱۰۰۶هجری سلسله ۹۸۴سالۀ پادوسبانیان منقرض گشت.